# Miasto Rovinj
Miasto Rovinj (chorw. Grad Rovinj) – jednostka administracyjna w Chorwacji, w żupanii istryjskiej. W 2011 roku liczyła 14 294 mieszkańców.